# Manesse

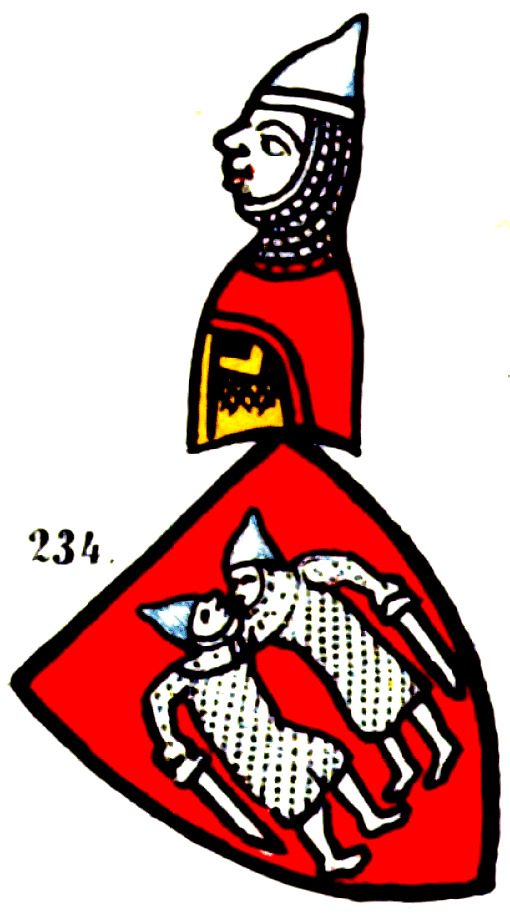
Wappen der Manesse in der Zürcher Wappenrolle (ca. 1340)

Die Manesse waren eine Adels- und Patrizierfamilie in Zürich, die vor allem durch die nach ihr benannte «Manessische Liederhandschrift» noch heute bekannt ist.

## Familie Manesse

Das Wappen der Manesse

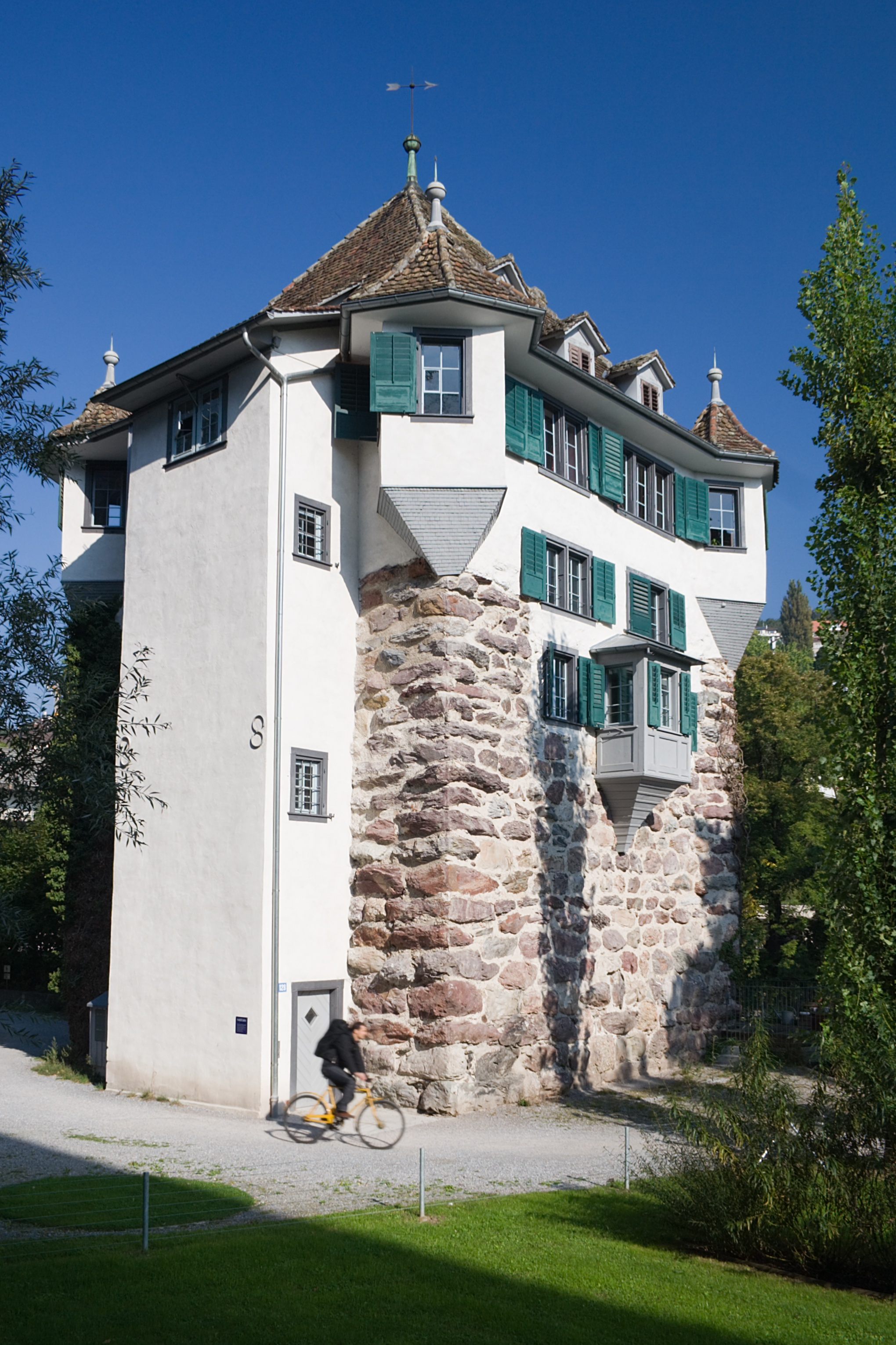
Der zwischen 1200 und 1300 erbaute Hardturm an der Limmat, heute als Wohnhaus genutzt.

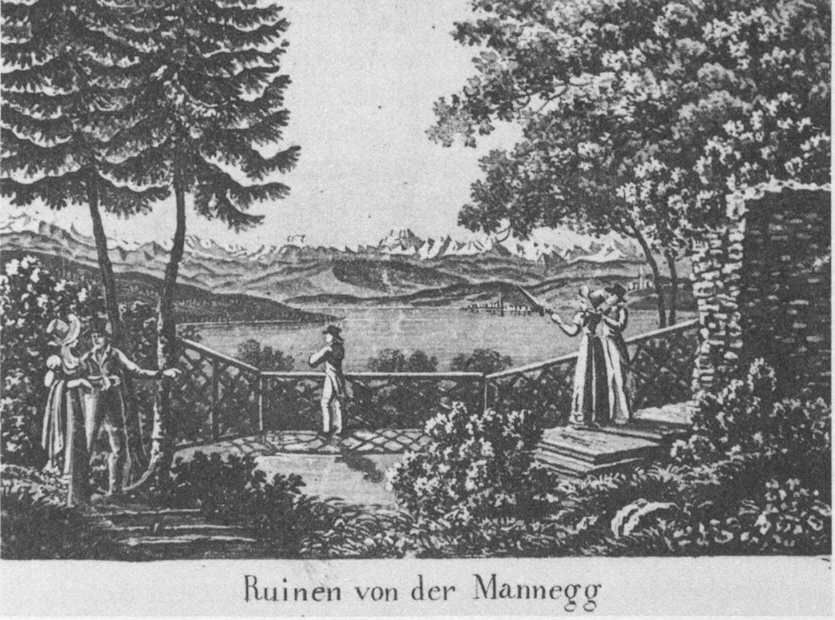
Die Burg Manegg um 1840

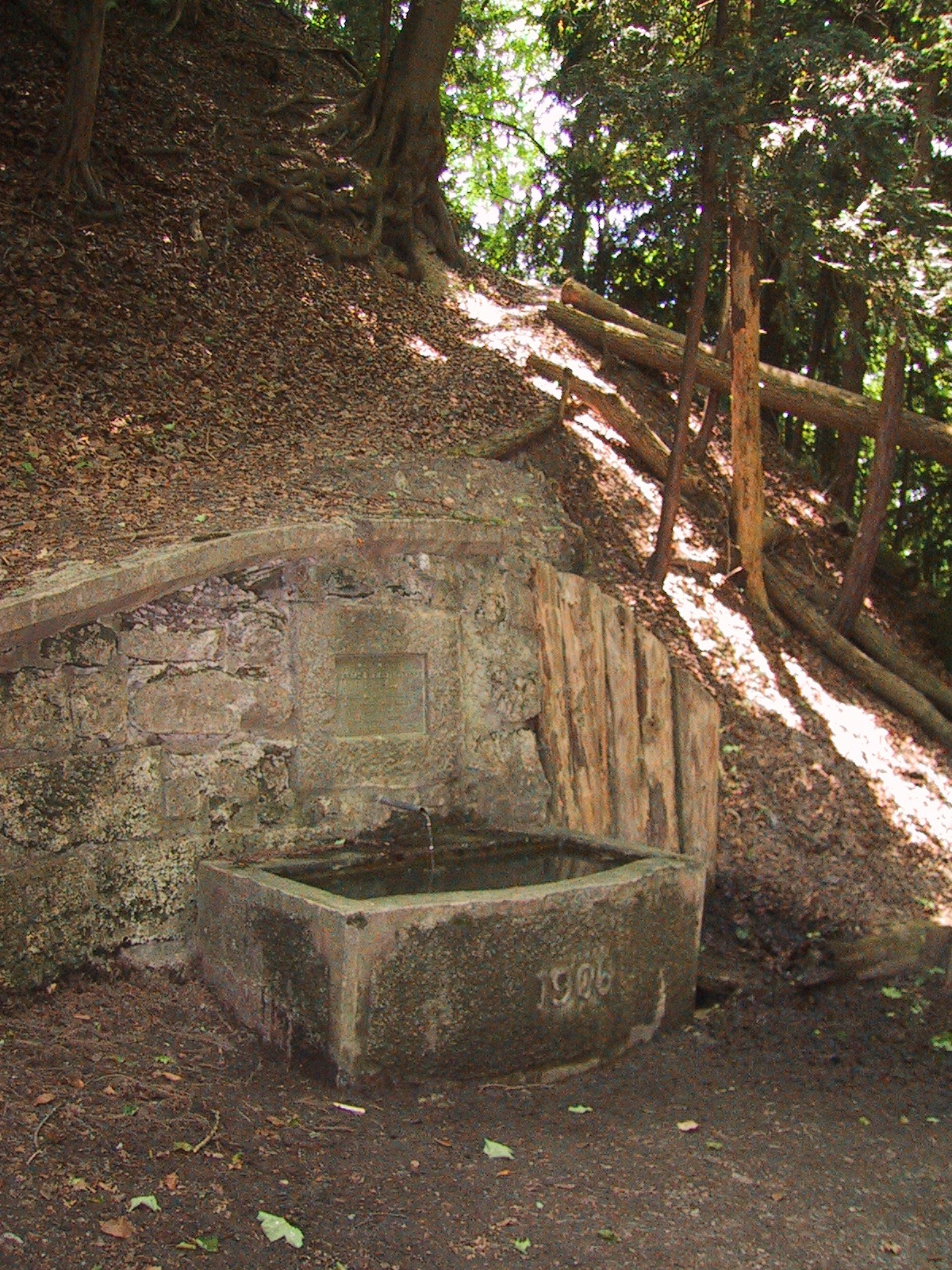
Manessebrunnen am Fuss des Burghügels Manegg

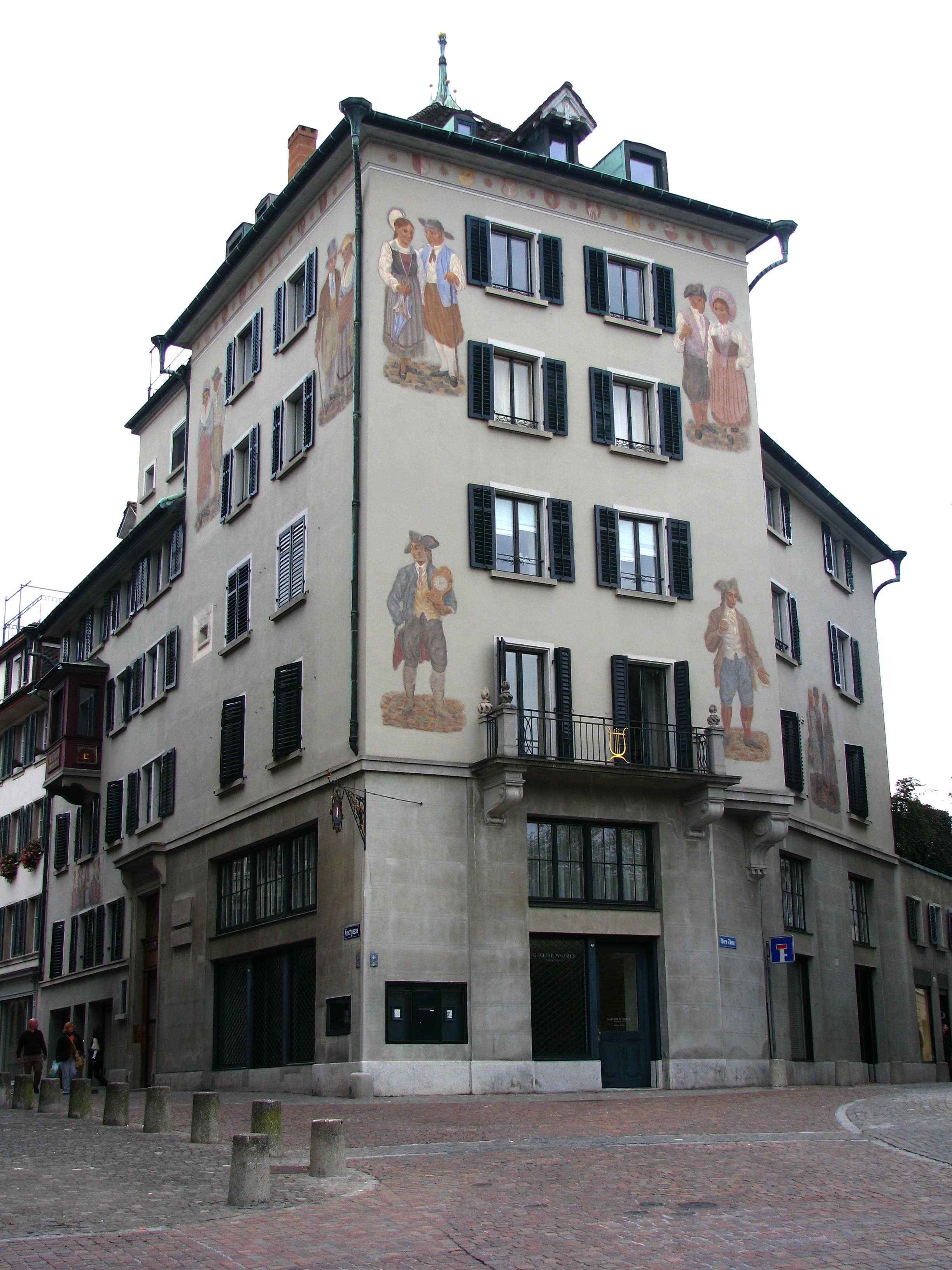
Zürich, Kreuzung Hirschengraben, Kirchgasse und Obere Zäune: das «Steinhaus», Wohnturm der Ritterfamilien Manesse (13. Jh.) und von Meiss (1401–1799)

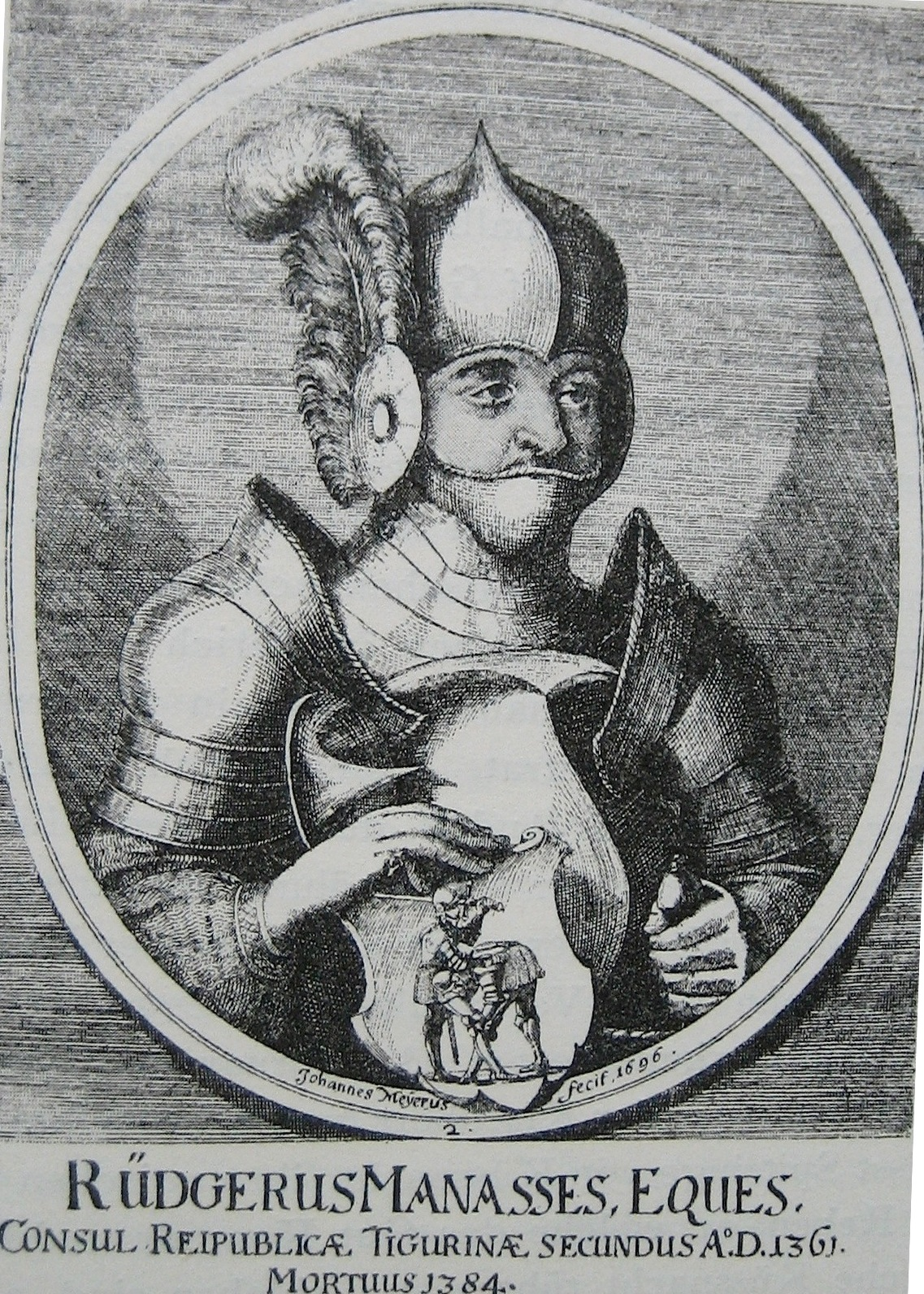
Rüdiger von Manesse, Bürgermeister von Zürich, † 9. November 1383 (posthumes Portrait aus einem Buch von 1696)

Das Geschlecht der Manesse war vom 13. bis 15. Jahrhundert ununterbrochen im Rat von Zürich vertreten. Zweimal stellten sie den Bürgermeister und förderten tatkräftig das städtische Kulturleben. Sie gehörten zum Patriziat der Stadt.
Ihr Wappen zeigt auf rotem Grund zwei kämpfende weisse Ritter, von denen der eine siegt. Es handelt sich um ein sprechendes Wappen; der Name kommt von Manesser «Manntöter».
Einen ersten Höhepunkt erreichte das Geschlecht zwischen 1250 und 1310. Es waren Manesse, die als Pröpste am Grossmünster dem Karlskult zum Durchbruch verhalfen und Konrad von Mure als Kantor anstellten. Um 1300 gab es nicht weniger als vier Manesse als Chorherren im Grossmünster, von denen einer dieses Amt gleichzeitig auch im Fraumünster ausübte. Zudem gab es vier Ratsherren, unter ihnen den von Hadlaub gerühmten Rüedge Maness (II). Über vierzig Jahre war Rüedge Ratsherr und nahm so an allen wichtigen Geschäften der Stadt teil. In seinem Haus, dem Manessehof, wurden Urkunden ausgestellt.
Propst Heinrich Maness liess sich 1271 im Grossmünster genau gegenüber den Gräbern der Stadtheiligen Felix und Regula, am Platz mit dem höchsten Prestige, bestatten.
35 Jahre später investierte Heinrich Manesse im Hard ein Vermögen, um sich und seiner Frau den Platz hinter den Heiligengräbern als letzte Ruhestätte zu kaufen.

### Familienzweige
Es gibt verschiedene Linien der Familie Manesse: Die ritterliche Linie auf Burg Manegg, der Zweig im Hard, der seit 1224 erwähnt wird als Lehenträger der Fraumünsterabtei, des Klosters Einsiedeln und des Reichs, sowie die Linie auf Dorf. Stammvater der ritterlichen Linie auf Manegg war Rüdiger I (erstmals erwähnt 1224, gestorben 1253), Ritter und Reichsvogt.
Berühmt wurde sein Sohn Rüdiger II, Rechtskundiger und Freund und Förderer der Dichtkunst und Liedersammler (1234–1304); zudem wurde er von der Stadt und vom Fraumünsterstift mit verschiedenen wichtigen Aemtern betraut. Zusammen mit seinen Geschwistern war er bis 1252 Besitzer eines steinernen Hauses im Bereich der heutigen Wettingerhäuser. Er besass wohl auch den Manesseturm oben an der Schoffelgasse/Münstergasse, von dem das Hinterhaus an der Napfgasse 4 noch heute als denkmalgeschütztes Gebäude «Conditorei Schober» steht. Um 1300 gehörte ihm zudem die Burg Manegg.
Sein Sohn Rüdiger III (gestorben kurz nach seinem Vater 1304) war Anwärter für eine Chorherrenpfründe der Propstei 1272, Chorherr 1282, Schulherr des Grossmünsterstiftes seit 1296 und damit eigentlicher Bildungsvorstand der Stadt. Er hatte einen jüngeren Bruder gleichen Namens (Rüdiger IV, gestorben 1309). Auch sein Bruder Johannes I (gestorben 1297) war Anwärter auf eine Chorherrenpfründe der Propstei seit 1273, Chorherr 1281, Kustos oder Schatzmeister seit 1296. Als solcher kontrollierte er das Finanzwesen der grössten geistlichen Institution von Zürich. Laut Hadlaub war er zusammen mit seinem Vater Sammler von Minneliedern.
Die Familie der ritterlichen Linie muss reich gewesen sein. 1328 stiftete Rüedger V (1305–1331), Sohn von Rüediger IV, dem Grossmünster 20 Mark Silber für seine Jahrzeit (Messe zu seinem Andenken) – diese Summe entspricht den Jahreseinkünften der Freiherren von Regensberg um 1310 – und kurz nach seinem Tode versprach sein Bruder dem Grossmünster die Bezahlung der 60 Mark Silber, die Rüedger für einen Marienaltar gespendet hatte.
Die Nachkommen sympathisierten mit der Brunschen Umwälzung von 1336, Rüdiger VII löste Rudolf Brun als Bürgermeister ab. Nach seinem Tode (1380 oder 1383) wurde die Lebenslänglichkeit des Amtes abgeschafft, fortan wurden jährlich zwei Bürgermeister gewählt. Bald darauf ging es mit dem Familienzweig auf Manegg bergab, er erlosch wohl um 1415.
Heute finden wir am Fuss des Burghügels den Manessebrunnen, der an Rüdiger von Manegg und seinen Enkel erinnert, der sich in der Schlacht der Zürcher gegen die Oesterreicher, 1351 in Dättwil, hervortat. Die Inschrift auf der Bronzeplatte lautet:

„Dem Andenken Ritters Rüdiger Manesse, dem Freunde der Minnesänger, dem Horte des Rechts in Rath und That. Er starb MCCCIV. Sein Enkel siegte bei Dättwil.“

Der Zweig im Hard begann mit Johannes I, welcher die Güter im Hard samt Hardturm erbte. Die Nachkommen waren vom 13. bis zum 15. Jahrhundert politisch und wirtschaftlich sehr erfolgreich.
Die Linie auf Dorf war bürgerlich. Der Stammvater Conrad lebte von 1240 bis vor 1274. Sie waren aktiv im Rat und stellten auch einen Chorherrn. Das Steinhaus an der Kirchgasse 33 gehörte ab 1278 dem bürgerlichen Zweig der Manesse.
Seit 1219 gab es die Otto Manesse als Chorherren und Vertreter im Rat; seit 1305 die Manesse am Stad, an der Limmat; diese waren ebenfalls mit dem Chorherrenstift verbunden.

### Dokumentierte Familienglieder
Es gibt verschiedene Hinweise auf einzelne Mitglieder der Familie Manesse in Urkunden und Dokumentationen, teilweise im Zusammenhang mit dem Grossmünster. Urkunden, die die Manesse nennen, sind u. a. im Stadtarchiv Zürich aufbewahrt (hauptsächlich aus dem Fraumünsterarchiv).
1240 war Rudolf Manesse Subdiakon (Untergeistlicher) der Fraumünsterabtei.
1245 werden in einer Einsiedler Urkunde die Chorherren Otto und Rudolf Manesse erwähnt.
1250 war Heinrich Manesse II Chorherr und folgte 1259 seinem Bruder als Propst nach. Er starb 1271, das Grab ist im westlichen Joch der Zwölfbotenkapelle bei den Heiligen, wo sich heute der Eingang vom Seitenschiff ins Treppenhaus befindet.
1251 wird in einer Einsiedler Urkunde eine Schenkung von Rüdiger Manesse an die Fraumünsterabtei erwähnt.
Im Landesmuseum ist der Gipsabguss eines Siegelabdrucks von Propst Heinrich Manesse II von 1261 vorhanden. In der oberen Hälfte zeigt er Karl den Grossen mit dem Richtschwert auf den Knien, ohne Heiligenschein. Auf dem Mittelstreifen steht CAROLUS, in der unteren Hälfte sieht man die Grossmünsterpatrone Felix und Regula. Am linken Rand, auf Deutsch übersetzt: ... von Zürich, rechts: Heinrich, Probst. Vermutlich war Heinrich Manesse II der erste Propst, der das Bild des thronenden Kaisers in sein Siegel aufnahm. Der Siegelabdruck von Propst Johannes von Wildegg von 1289 zeigt Karl den Grossen allein, mit Heiligenschein. Beweis für den zunehmenden Heiligenkult um Karl den Grossen. Wildegg starb 1301, vor der Errichtung des von ihm mitdotierten Apostelaltars.
1269 wird Ulrich Manesse genannt.
1274 ist ein Heinrich Manesse Geistlicher, vielleicht der gleiche, der zwischen 1284 und 1295 als Magister Heinrich, Chorherr von Zürich, genannt wird.
1283 wird Ritter Rüdiger Manesse der Ältere genannt.
Ruodger (Rüdiger) III dotierte 1302/1304 zusammen mit anderen den Apostelaltar Peter und Paul in der Apsis der Zwölfbotenkapelle. Erwähnt wird er auf einer Inschrift im Grossmünster an der Südwand der Zwölfbotenkapelle über dem schlecht erhaltenen Fresko mit Christus und den Aposteln:
Hierbei handelt es sich um die älteste vorhandene zusammenhängende Bauinschrift im Grossmünster – Der gleiche Rüdiger III dotierte 1303 den Gallusaltar in der Nordostecke des Vorchors.
Um 1300 entstand die Minneliedersammlung, die Manessische Liederhandschrift, unter Leitung von Rüdiger II (der Ältere), Ratsherr (1252–1304) und seinem Sohn Johannes, Vater und Bruder von Chor- und Schulherr Rüdiger III.
Heinrich Manesse am Stad und seine Frau dotierten 1312 den Marienaltar in der Südostecke des Vorchors und erhielten dafür die Erlaubnis zu ihrer Grablege im mittleren Joch der Zwölfbotenkapelle.
1315 werden Rüdiger Manesse und ein Ulrich Manesse genannt.
1315 übernahmen die Manesse das Patronat der Kapelle St. Gilgen in Unterlaimbach. Die Stammburg Manegg befindet sich rund hundert Meter oberhalb Unterlaimbach.
1331 dotierte Ritter Ruodger (Rüdiger) Manesse, ehemaliger Chorherr, den in jenem Jahr errichteten Elftausend-Jungfrauen-Altar im südöstlichen Teil des mittleren Jochs der Zwölfbotenkapelle mit einer Kaplanei. Gerold Edlibach nennt den Altar St. Urslen-Altar, geweiht wurde er 1332.
1343 war Rudolf Manesse Schulherr der Propstei.
1360 bis 1383 war Rüdiger Manesse Bürgermeister der Stadt.
1383 wird Rüdiger Manesse im Hard genannt, 1387 seine Witwe Anna. Der Hardturm wurde im 13./14. Jahrhundert von den Manesse erbaut und überwachte den einzigen Limmatübergang zwischen Zürich und Baden.
1375 werden Ritter Rüdiger und sein Bruder Ulrich, Söhne von Ritter Rüdiger selig, genannt.
1390 tritt ein Hermann Manesse auf.
1391 werden Heinrich und Agnes, Ulrichs Witwe genannt.
1420 wird Felix Manesse genannt.

## Die Manessische Liederhandschrift
Hauptartikel: Codex Manesse
Der Codex Manesse, auch Manessische Liederhandschrift, Grosse Heidelberger Liederhandschrift oder Pariser Handschrift genannt, ist die bedeutendste deutsche Liederhandschrift des Hochmittelalters; sie ist heute im Besitz der Universitätsbibliothek Heidelberg. Der Codex wurde mit grosser Wahrscheinlichkeit von Rüdiger II von Manesse und seinem Sohn Johannes als Sammlung höfischer Lyrik im Zürich des frühen 14. Jahrhunderts in Auftrag gegeben. Bedeutend für den Codex war auch Ulrich von Liechtenstein (auch: Lichtenstein, um 1200–1275).

## Rezeption und Gedenken
Gottfried Kellers Novelle Hadlaub beschreibt phantasievoll die Entstehung der Manessischen Liederhandschrift, wobei Keller die Gestalt des Sängers Hadlaub, von dem man eigentlich nicht viel weiss, reizvoll erweitert, sich aber im Übrigen auf gute Unterlagen stützt. Gottfried Kellers kürzere Novelle Der Narr auf Manegg (1877) schildert – ebenfalls weitgehend auf vorhandenen Urkunden basierend – den Niedergang der Burg und des Geschlechts des Familienzweigs auf Manegg.
Zu Ehren vor allem des Ritters Rüdiger von Manesse des Älteren († 1304) wurde in Zürich im Jahre 1935 der Manesseplatz nach dem Adelsgeschlecht benannt.
Es gab in der Stadt auch einen Manesseturm (später Schwenden- und Grebelturm genannt), der auf das 13. Jahrhundert zurückging und nach 1834 abgebrochen wurde.